# Microrégion des Chapadas do Extremo Sul Piauiense

Localisation de la microrégion des Chapadas do Extremo Sul Piauiense

La microrégion des Chapadas do Extremo Sul Piauiense est l'une des six microrégions qui subdivisent le sud-ouest de l'État du Piauí au Brésil.
Elle comporte 9 municipalités qui regroupaient 82 207 habitants en 2006 pour une superficie totale de 17 846 km².

## Municipalités[1]
- Avelino Lopes
- Corrente
- Cristalândia do Piauí
- Curimatá
- Júlio Borges
- Morro Cabeça no Tempo
- Parnaguá
- Riacho Frio
- Sebastião Barros